# Dracaena kaweesakii
Dracaéna kaweesákii (лат.) — вид однодольных растений рода Драцена (Dracaena) семейства Спаржевые (Asparagaceae). Впервые описан ботаниками Полом Уилкином, Пийакасетом Суксатаном и группой других ботаников в 2013 году.
В 2014 году таксон вошёл в список десяти самых замечательных видов по версии Международного института по исследованию видов (США). Примечательно, что это растение из Таиланда и Мьянмы высотой 12 метров оставалось практически незамеченным исследователями и было открыто лишь сравнительно недавно.

## Распространение и среда обитания

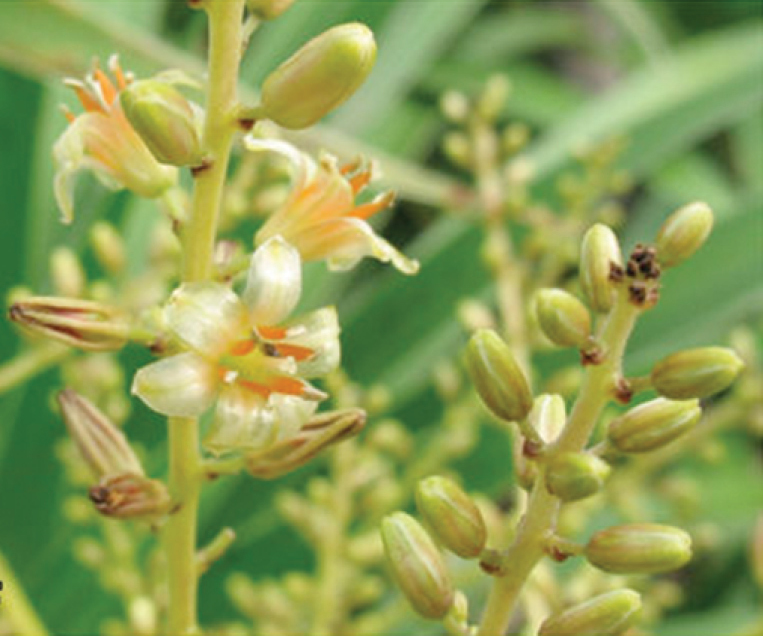
Цветки крупным планом

Встречается в Таиланде, в провинциях Лей и Лопбури, а также на территории соседней Мьянмы. Произрастает на известняковых участках.
Типовой экземпляр рос в тайской провинции Лопбури, в местности Каовонгчанден.

## Ботаническое описание
Растение высотой до 12 м с ветвящимся стеблем (на каждом экземпляре до нескольких сотен ветвей).
Листья эффектные, мечевидной формы, мягкие; цвет листьев от тёмно-зелёного до зелёного, белый у основания.
Цветки с лепестками кремово-зелёного или кремово-жёлтого цвета; тычинки ярко-оранжевые.
Плоды в основном коричневого цвета, недоспелые и переспелые плоды оранжевые.
Наиболее близок виду Dracaena yuccifolia Ridl.

## Значение
В Таиланде пользуется успехом как декоративное растение.

## Природоохранная ситуация
Виду предположительно может угрожать исчезновение. Опасения связаны с небольшим количеством экземпляров растения (около двух с половиной тысяч), а также с добычей в местах произрастания Dracaena kaweesakii известняка, используемого для изготовления бетона.